# Synthecium subventricosum
Synthecium subventricosum är en nässeldjursart som beskrevs av V.S. Bale 1914. Synthecium subventricosum ingår i släktet Synthecium och familjen Syntheciidae. Inga underarter finns listade i Catalogue of Life.